# سیارک ۳۸۶۷۱
سیارک ۳۸۶۷۱ (به انگلیسی: 38671 Verdaguer، نامگذاری:2000PZ6) سی و هشت هزار و ششصد و هفتاد و یکمین سیارک کشف شده‌است که در ۷ اوت ۲۰۰۰ کشف شد.